# Alba Merino
Alba Merino Sánchez (Guadiana, Badajoz, Extremadura, España; 15 de mayo de 1989) es una futbolista española. Juega en el Deportivo Abanca, club de la Primera División femenina, donde ocupa la posición de centrocampista.

## Trayectoria
Hasta los 12 años jugó en equipos de niños, el Guadiana y el Flecha Negra, donde logró el campeonato de Extremadura, pero entonces debió cambiarse a un equipo femenino porque a esa edad no le permitían jugar con los chicos, uniéndose al CFF Puebla.
Debutó en la máxima categoría del fútbol nacional con el CFF Puebla en 2003, con solo 14 años, ostentando el récord de ser la futbolista más joven en jugar en la Primera División, en la que ha disputado 15 campañas consecutivas con cuatro equipos diferentes. En la Temporada 2006-2007 alcanzó la internacionalidad con la selección española sub-19 en Polonia y Armenia,.
En el año 2018 fichó por el Deportivo Abanca, que entonces militaba en segunda división pero consiguió el ascenso en la siguiente temporada. El 8 de septiembre de 2019 volvió a la Primera División marcando dos goles. La Liga la nombró jugadora más valiosa (MVP) de esta primera jornada.

## Equipos
| Tempada   | Equipo             | País   |
| --------- | ------------------ | ------ |
| 2018-2022 | Deportivo Abanca   | España |
| 2017-2018 | Santa Teresa C.D.  | España |
| 2011-2017 | Levante U.D.       | España |
| 2007-2011 | Atlético de Madrid | España |
| 2003-2007 | CFF Puebla         | España |

## Palmarés

### Campeonatos nacionales
- Campeona de la Segunda División Femenina Grupo 1 en 2019.[6]
- Subcampeonato de la Copa de la Reina con el CFF Puebla en 2005

### Distinciones individuales
- MVP La Liga jornada 1 temporada 2019-20 de Primera División Femenina[4]

## Enlaces relacionados
- Perfil en La Liga
- Perfil de Alba Merino en Twitter
- Perfil de Alba Merino en Instagram